# Крохин, Валентин Иванович
Валентин Иванович Крохин (5 сентября 1927, село Жадино, Курская губерния — 22 июня 1942) — советский партизан
Великую Отечественную войну встретил ребёнком. «Отец Валентина Иван Дмитриевич, бывший работник райкома партии, комиссар партизанской группы, должен был взорвать нефтебазу, но был схвачен и казнен на глазах у сына, который поклялся отомстить за отца. Никто не знает, как в трескучий мороз Валентин нашел партизанский отряд в Хомутовском районе; там он много раз ходил в разведку, а летом вернулся отомстить за отца, но был схвачен спящим с гранатой в руке» и повешен немецкими захватчиками. В посёлке Коренево (Курская область) стоит памятник ему, одна из улиц в посёлке Коренево назван его именем.
Герой-партизан Валентин Крохин является одним из самых известных людей Кореневского района, наряду с бывшим министром культуры СССР Е. Фурцевой и многолетним руководителем Курской области А. Гудковым.